# Dick Dale
Dick Dale, artiestennaam van Richard Anthony Monsour en ook bekend als The King of the Surf Guitar (Quincy, Massachusetts, 4 mei 1937 – Loma Linda, Californië, 16 maart 2019), was een Amerikaanse gitarist die een van de pioniers op het gebied van surfrock is en een van de invloedrijkste gitaristen uit begin jaren zestig. Dale experimenteerde met galmeffecten en maakte gebruik van custom gebouwde Fender-versterkers, inclusief de allereerste 100 watt-versterker.

## Biografie
Dick Dale, de zoon van een Libanese vader en Poolse moeder, leerde al snel muziek te spelen op een drumstel, de ukelele, trompet en uiteindelijk gitaar. Zijn muzikale invloeden kwamen van zijn oom, een speler van buikdansmuziek. Veel van zijn eerste nummers bevatten daardoor invloeden uit het Midden-Oosten.
Dale wordt vaak genoemd als een van de eerste elektrische gitaristen die een exotisch geluid speelde. Hij was expert op het gebied van surfmuziek en wilde dat zijn geluid reflecteerde aan het geluid dat hij hoorde tijdens het surfen. Terwijl hij vooral bekendstond om de introductie van het gebruik van galmeffecten, die de gitaar een "wet-sound" geven en sindsdien geassocieerd worden met het surfgeluid, werd vooral Dales snelle staccato-wijze van spelen zijn handelsmerk.
Dale was linkshandig en werd aanvankelijk gedwongen op een rechtshandige gitaar te spelen, op dezelfde wijze als Jimi Hendrix een aantal jaren later zou doen. Hij deed dit zonder de snaren opnieuw te monteren, hij speelde op deze manier "ondersteboven" (terwijl Hendrix wel zijn snaren op de juiste manier monteerde) en speelde de hoge snaren vaak door de hals via de bovenkant te benaderen, in plaats van zijn vingers ver uit te strekken van onderaf. Ook nadat hij een linkshandige gitaar bemachtigde, bleef Dale op deze manier spelen. Dale staat ook bekend om zijn slaande, zware speelstijl waarbij hij, voor de meeste gitaristen, extreem zware snarensets gebruikte, respectievelijk 16p, 28p, 20p, 38w, 48w en 58w, terwijl standaardgitaren snaren van 9 tot 42 bevatten.
Met zijn band de Del-Tones (bassist Ron Eglit, drummer Ron Fish en gitarist Carl Verhein), werden Dales liveshows plaatselijk zeer druk bezocht. Het nummer "Let's go Trippin" uit 1961 wordt vaak gezien als het eerste surfrocknummer. Deze werd gevolgd door meerdere lokaal uitgebrachte nummers, zoals "Jungle Fever" en "Surf Beat" welke uitkwamen onder zijn eigen Deltone-label. Zijn eerste volledige album was "Surfers' Choice" uit 1962. Dit album werd uitgebracht door Capitol Records en wereldwijd verspreid. Dale verscheen in die tijd vaak in de Ed Sullivan Show en meerdere films. Zijn tweede album werd vernoemd naar zijn bijnaam: "King of the Surf Guitar".
Hoewel surfrock binnen de VS nationaal populair werd, begon de Britse invasie binnen de Amerikaanse hitlijsten in 1964. Dale werd getroffen door rectale kanker, hij revalideerde, maar trok zich wel voor een tijdje terug.
In 1979 verloor hij bijna een been nadat hij zich verwond had tijdens het zwemmen; een door het vervuilde water afkomstige infectie maakte de kleine verwonding echter veel erger. Dit resulteerde erin dat Dale milieuactivist werd en hij begon hierna al snel weer op te treden. In 1986 nam hij een nieuw album op en werd hij genomineerd voor een Grammy Award. Het gebruik van "Misirlou" voor de Quentin Tarantino-film Pulp Fiction resulteerde in een grote groep nieuwe bewonderaars. Sindsdien heeft hij nog een aantal albums uitgebracht en bleef hij regelmatig live optreden.
In 1993 werd een gitaarsolo met de Zuid-Californische band "The Pagodas" opgenomen (David Lane & John Purcell) welke uitgebracht werd als een vinyl single.
In de late jaren negentig nam Dale een surfrockversie op van Camille Saint-Saënss "Aquarium" voor de muzikale ondersteuning van de indoor-achtbaan Space Mountain in Disneyland te Californië.
The Black Eyed Peas brachten in 2005 het nummer "Pump It" (van het album Monkey Business) uit, waar Dales "Misirlou" in is verwerkt. "Misirlou" is tevens vertegenwoordigd in het computerspel Guitar Hero II en de films Pulp Fiction, Taxi, Taxi 2, Taxi 3 en Taxi 4.
Dale werd in 2009 opgenomen in de Musicians Hall of Fame.

## Levensstijl
Dale heeft nooit alcohol of drugs gebruikt, en hij verafschuwde het gebruik hiervan door zijn bandleden en crew. Gezondheid was zijn prioriteit. Jaren geleden besloot hij geen rood vlees meer te eten. Tevens studeerde Dale 30 jaar lang vechtkunst. Op zeventigjarige leeftijd zette hij nog steeds een energieke liveshow neer.

## Peel Sessions
Dick Dale maakte vier opnamen voor John Peels Peel Sessions:
1. 30 maart 1995 (Maida Vale 4)
2. 10 juli 1995 (3 Mcr.)
3. 28 augustus 2002 (Maida Vale 4)
4. 24 maart 2004 (Maida Vale 4)

Peel selecteerde later Let's Go Trippin' als melodie voor zijn BBC Radio 4-reeks Home Truths.

## Discografie

### Albums
- Surfers' Choice (Deltone 1962)
- King of the Surf Guitar (Capitol 1963)
- Checkered Flag (Capitol 1963)
- Mr. Eliminator (Capitol 1964)
- Summer Surf (Capitol 1964)
- Rock out with Dick Dale and his Del-Tones: Live at Ciro's (Capitol 1965)
- The Tigers Loose (Balboa 1983)
- Tribal Thunder (HighTone 1993)
- Unknown Territory (1994)
- Calling Up Spirits (Beggars Banquet 1996)
- Spacial Disorientation (Dick Dale Records / The Orchard 2001)
- Surfers Choice (Sundazed Records: ReRelease oktober 2006)

### Singles
- Let's Go Trippin'/Del-Tone Rock (Deltone 1961)
- Jungle Fever/Shake-N-Stomp (Deltone 1961)
- Misirlou/Eight 'Til Midnight (Deltone 1962)
- Secret Surfin Spot/Surfin' and Swingin' (Capitol 1963)
- Let's Go Trippin' '65/Watusi Jo (Capitol 1965)
- "Pipeline" met Stevie Ray Vaughan, genomineerd voor een Grammy

### Compilaties, anthologieën, soundtracks
- Hot Rod Music on Capitol (Capitol 1963)
- The Big Surfin' Sounds on Capitol (Capitol 1964)
- Golden Summer (United Artists 1976)
- King of the Surf Guitar: The Best of Dick Dale & The Del-Tones (Rhino 1986)
- Pulp Fiction (soundtrack)|Pulp Fiction Soundtrack (MCA 1994)
- Cowabunga Surf Box Set (Rhino 1996)
- Rocket Jockey (Rocket Science Games/SegaSoft 1996)
- Better Shred Than Dead: The Dick Dale Anthology (Rhino 1997)
- MOM II Music for our Mother Ocean: (Surf Dog Records 1997)